# Monbetsu

Monbetsu, sau Mombetsu (紋別市 Monbetsu-shi?), este un municipiu din Japonia, prefectura Hokkaidō.